# Oppo Reno9
Oppo Reno9 — лінійка смартфонів, розроблених компанією OPPO, що входять у серію Reno. Лінійка складається з Oppo Reno9, Reno9 Pro та Reno9 Pro+, які були представлені 24 листопада 2022 року.
Між собою Oppo Reno9 та Reno9 Pro в основному відрізняються процесором та камерами при цьому вони використовують той самий корпус. 

## Дизайн

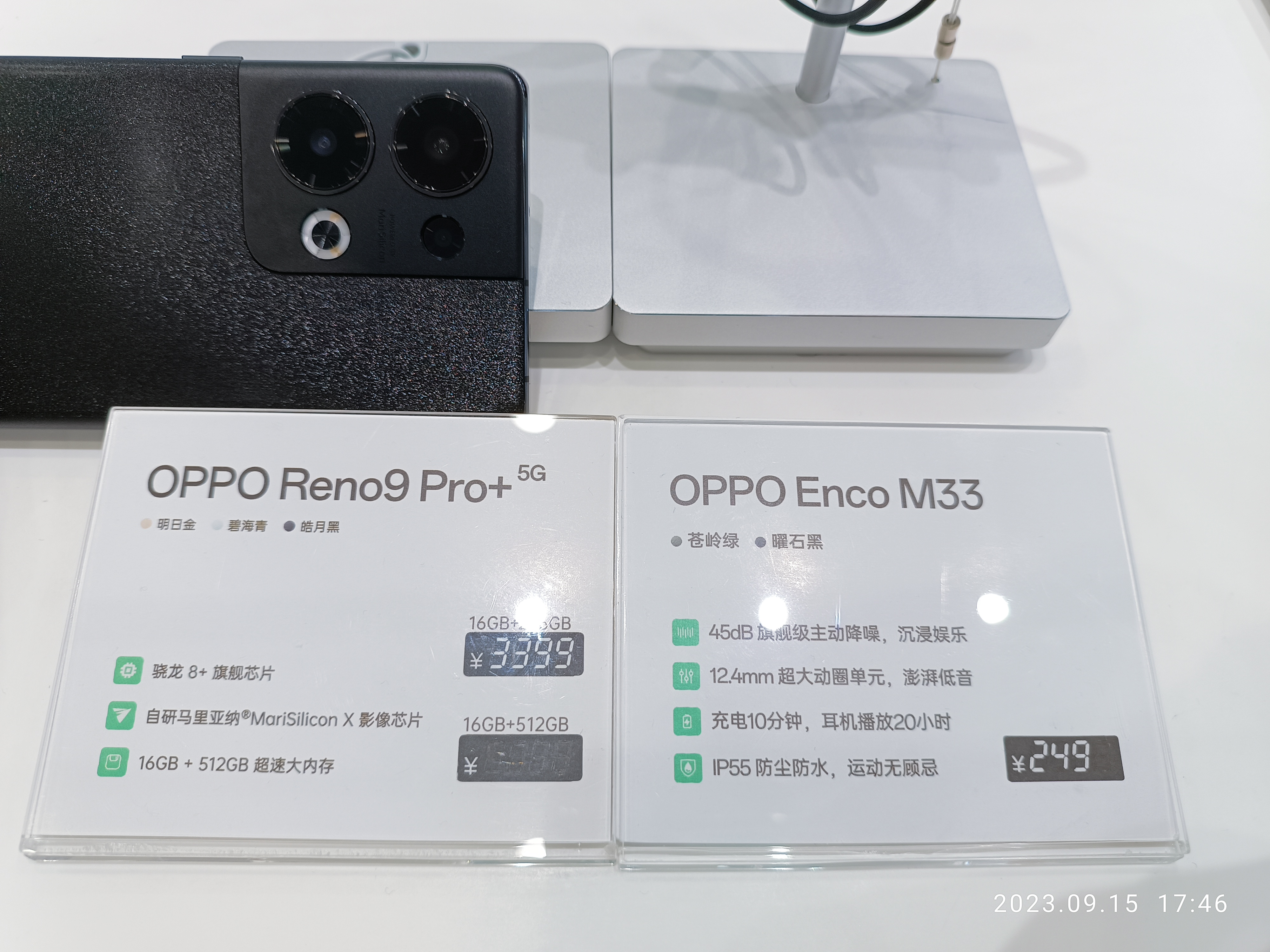
Острівець камери Oppo Reno9 Pro+

Екран виконаний зі скла Asahi Glass AGC DT-Star2. В Reno9 та Reno9 Pro задня панель та рамка виконані з пластику, а в Reno9 Pro+ — зі скла та алюмінію відповідно.
Дизайн задньої панелі подібний до Oppo Reno8 5G, Reno8 Pro та Reno8 Pro+, але в Reno9 та Reno9 Pro тепер замість острівця камери присутня глянцева область у формі нього, а в Reno9 Pro+ він тепер не є часиною задньої панелі, а окремим елементом як в Samsung Galaxy S21 Ultra. Також вся лінійка Reno9 має загнуті по краям екрани.
Знизу розміщені роз'єм USB-C, динамік, мікрофон та слот під 2 SIM-картки, а зверху — другий мікрофон, ІЧ-порт та тільки в Reno9 Pro+ другий динамік. З лівого боку розміщені кнопки регулювання гучності, коли з правого боку розміщена кнопка блокування із зеленою рискою.
Смартфони були доступні в наступних кольорах:
| Reno9 | Reno9          | Reno9 Pro | Reno9 Pro      | Reno9 Pro+ | Reno9 Pro+        |
| Колір | Назва          | Колір     | Назва          | Колір      | Назва             |
| ----- | -------------- | --------- | -------------- | ---------- | ----------------- |
|       | Dark Moonlight |           | Dark Moonlight |            | Dark Moonlight    |
|       | Tipsy          |           | Tipsy          |            | Greenish-Blue Sea |
|       | Tomorrow Gold  |           | Tomorrow Gold  |            | Tomorrow Gold     |
|       | All Things Red |           |                |            |                   |

## Технічні характеристики

### Платформа
Reno9 отримав такий самий процесор як китайський Oppo Reno7 5G, а саме Qualcomm Snapdragon 778G з графічним процесором Adreno 642L, Reno9 Pro, як Reno8 Pro+ — MediaTek Dimensity 8100-MAX з Mali-G610 MC6, а Reno9 Pro+ — Qualcomm Snapdragon 8+ Gen 1 з Adreno 730. Також Pro-моделі мають чип NPU власної розробки MariSilicon X для обробки зображень.

### Батарея
Reno9 та Reno9 Pro+ отримали батарею об'ємом 4500 мА·год та підтримку швидкої зарядки SUPERVOOC потужністю 67 Вт, а Reno9 Pro+ — 4700 мА·год та підтримку швидкої зарядки SUPERVOOC потужністю 80 Вт. Також всі моделі мають підтримку зворотної дротової зарядки.

### Камера
Reno9 отримав основну подвійну камеру, що складається із ширококутного об'єктива на 64 Мп з діафрагмою f/1.7 та фазовим автофокусом і сенсора глибини на 2 Мп з діафрагмою f/2.4. Присутня можливість запису відео в роздільній здатності 4K при 30 кадрах/с.
Reno9 Pro отримав основну подвійну камеру, що складається із ширококутного об'єктива Sony IMX766 на 50 Мп з діафрагмою f/1.8 та багатонаправленим фазовим автофокусом і надширококутного об'єктива на 8 Мп з діафрагмою f/2.2 та кутом огляду 112°. Присутня можливість запису відео в роздільній здатності 4K при 30 кадрах/с.
Reno9 Pro+ отримав основну потрійну камеру, що складається із ширококутного об'єктива Sony IMX766 на 50 Мп з діафрагмою f/1.8, багатонаправленим фазовим автофокусом і оптичною стабілізацію зображення, надширококутного об'єктива на 8 Мп з діафрагмою f/2.2 та кутом огляду 120° і сенсора глибини на 2 Мп з діафрагмою f/2.4. Присутня можливість запису відео в роздільній здатності 4K@60 при 30 кадрах/с.
Всі моделі отримали передню камеру Sony IMX709 на 32 Мп, з діафрагмою f/2.4, автофокусом та можливістю запису відео в роздільній здатності 1080p при 30 кадрах/с.

### Екран
Пристрої отримали AMOLED-екран, діагоналлю 6,7" з роздільною здатністю FHD+ (2412 × 1080), щільністю пікселів 394 ppi, співвідношенням сторін 20:9, частотою оновлення дисплея 120 Гц, підтримкою HDR10+ та круглим вирізом під фронтальну камеру, розміщеним зверху в центрі. Також під дисплей вбудовано в оптичний сканер відбитків пальців.

### Звук
Oppo Reno9 Pro+ отримав два мультимедійні динаміки, розташовані на верхній та нижній грані, що утворюють стереопару. В Reno9 та Reno9 Pro присутній лише один мультимедійний динамік.

### Пам'ять
Oppo Reno9 продавався в конфігураціях 8/256, 12/256 та 12/512 ГБ, а Reno9 Pro та Reno9 Pro+ — 16/256 та 16/512 ГБ.
Oppo Reno9 в конфігураціях 8/256, 12/256 ГБ використовує оперативну пам'ять типу LPDDR4X, а Reno9 в конфігурації 12/512 ГБ, Reno9 Pro та Reno9 Pro+ — типу LPDDR5. Також в Reno9 у конфігураціях із 256 ГБ використовується пам'ять постійного зберігання типу UFS 2.2, а в Reno9 в конфігурації з 512 ГБ, Reno9 Pro та Reno9 Pro+ — типу UFS 3.1.

### Програмне забезпечення
Смартфони були випущені на ColorOS 13 на базі Android 13 і були оновлені до ColorOS 14 на базі Android 14.